# Pèdicos
Pèdicos (en grec: Παιδικός, 'infantil, juvenil') ha estat interpretat com el nom d'un terrissaire i pintor àtic de gots de figures vermelles que treballà a Atenes el darrer quart del segle vi abans de la nostra era.
Signat per ell com a terrissaire (en grec antic: ἐποίησεν) només hi ha un alabastre de tècnica de fons blanc ara a París, del qual pren el nom el Grup de Paidikos-Alabastre. Com l'alabastre que és a París no pot separar-se dels alabastres de Pasiades per la forma i el tipus, John Beazley es preguntava si Pèdicos no era més que un sobrenom de Pasiades. El nom de Pèdicos sense signatura es troba encara en les copes decorades pel Pintor d'Evèrgides o està estilísticament proper a ell.
En el got que és a París, la signatura del terrissaire s'acompanya de la paraula atributiva προσαγορεύω (prosagoreuo, 'et salude'), que també es troba en altres alabastres i bols estilísticament semblants sense la seua signatura. La majoria s'assemblen al got que és a París i poden atribuir-se al Pintor d'Evèrgides i el seu entorn, i probablement es van originar en el taller de Pèdicos.
La signatura de Pèdicos com a pintor de gerros (ἔγραψσεν) està documentada només en un cílix que ara és a Baltimore, i representa un home bevent d'una copa.